# آگاتای سیسیلی
قدیسه آگاتای سیسیلی (انگلیسی: Saint Agatha of Sicily؛ درگذشته ۲۵۱ میلادی) قدیس مسیحی و شهید باکره بود. وی از دختران زیبای اهل سیسیل بود که عشق کوئینیتلیانوس را نپذیرفت و به همین علت در سال ۲۵۱ میلادی به طرز بی‌رحمانه‌ای کشته شد. او مقدسهٔ حامی «کاتانیا» می‌باشد و غالباً نقاشان و تصویرگران، چهره اش را در حال مناجات، در مقابل آتش و نور، به تصویر می‌کشند. روز بزرگداشت و یادبود وی پنجم فوریه است.

## نگارخانه

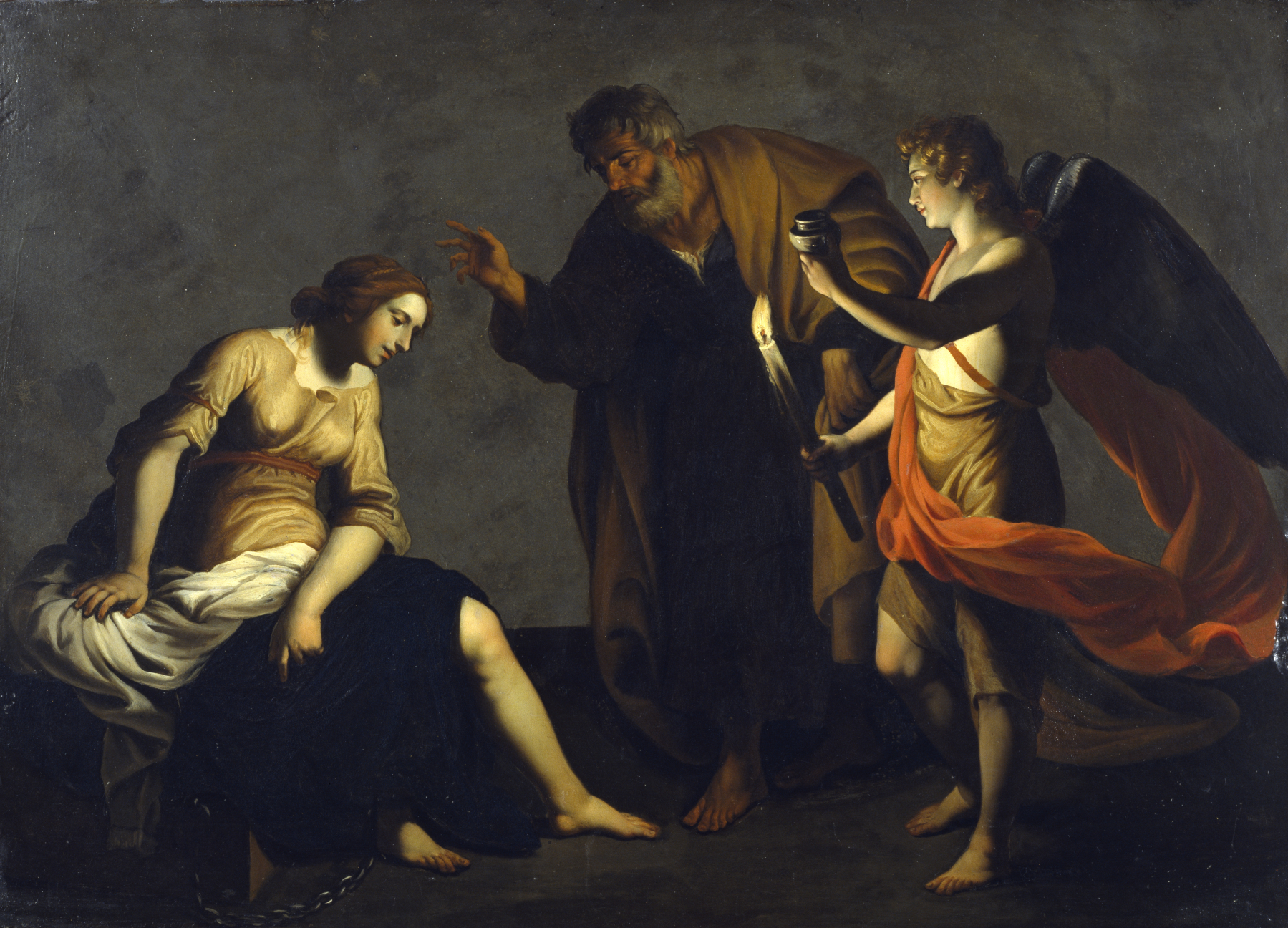
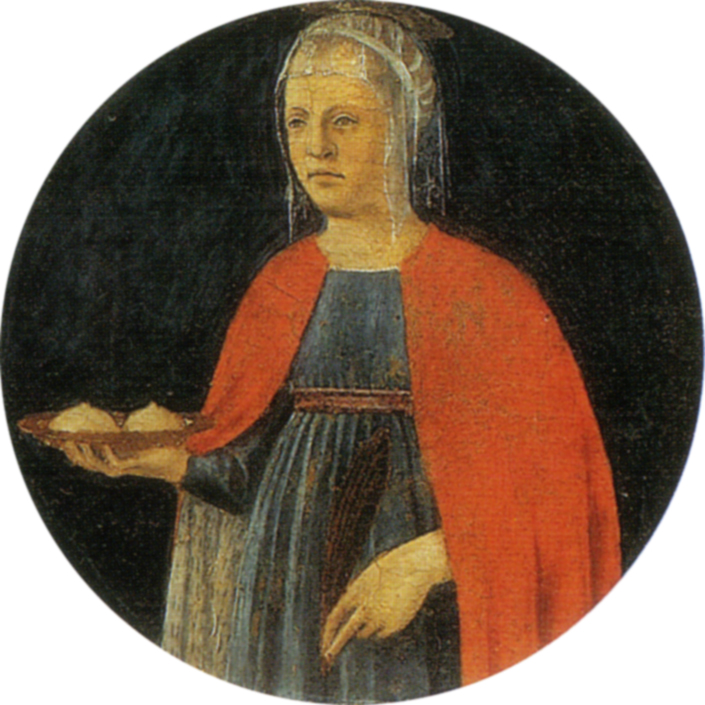